# Etyek-Buda
Etyek-Buda (en húngaro Etyek-Budai borvidék) es una región vinícola de Hungría situada entre los condados de Pest y Fejér. Está reconocida oficialmente como una de las 22 regiones vinícolas productoras de vino vcprd del país, y como tal es utilizada como denominación de origen. 
La superficie de viñedos ocupa una extensión de unas 2.000 ha, y se distinguen dos subregiones: Etyek y Buda, en las que se cultivan diferentes variedades viníferas. 